# Saopauloa difficilis
Saopauloa difficilis är en insektsart som först beskrevs av Piza Jr. 1974.  Saopauloa difficilis ingår i släktet Saopauloa och familjen syrsor. Inga underarter finns listade i Catalogue of Life.